# Somatina catacissa
Somatina catacissa là một loài bướm đêm trong họ Geometridae.